# Heilige Martelaren van Gorcum (Huissen)
De Heilige Martelaren van Gorcum is een voormalige rooms-katholieke parochiekerk in de wijk Huissen-Zand van de Nederlandse stad Huissen in de gemeente Lingewaard in Gelderland.

De kerk is de tweede kerk met deze naam op deze plek. In 1922 werd besloten tot de stichting van een tweede parochie in Huissen. De parochie werd gesticht in 1923 en drie jaar later was de bouw van de kerk voltooid. De kerk, ontworpen door Wolter te Riele was een bakstenen gebouw in basiliekvorm, een driebeukige kerk, waarvan de zijbeuken lager zijn dan de middenbeuk en het hoogteverschil tussen het hoge dak van de middenbeuk en de lagere daken van de zijbeuken wordt overbrugd door een muur waarin vensters zijn aangebracht, de lichtbeuk. Voor de kerk werd een Heilig Hartbeeld van de beeldhouwer August Falise geplaatst. Dit beeld staat er nog steeds. De kerk is nog geen twintig jaar in gebruik geweest. Door het oorlogsgeweld in 1944/1945 werd de kerk zodanig beschadigd, dat herstel niet meer mogelijk was. 

In 1951 presenteerde de architect Hendrik Willem Valk het ontwerp van de nieuwe kerk. Na enkele aanpassingen werd in 1952 met de bouw begonnen. Deze werd in 1953 voltooid, waarna de kerk in gebruik werd genomen.
In 1986 is de kerk verbouwd. De kerk werd bekend om zijn kerststal die de grootste van Gelderland was. In 2008 werd de parochie samengevoegd met de zeven andere parochies in de gemeente Lingewaard tot de Parochie De Levensbron. De kerk werd daarbij niet aangewezen voor de eucharistieviering. De kerk is in 2017 onttrokken aan de eredienst en verkocht aan de Stichting Zandse Kerk. De kerststal wordt nog jaarlijks opgebouwd.